# Steven Bochco
Steven Ronald Bochco (Nueva York, 16 de diciembre de 1943 - Los Ángeles, 1 de abril de 2018) fue un productor y escritor de televisión estadounidense. Participó en varias series y películas como Hill Street Blues, L. A. Law, y NYPD Blue.

## Biografía
Nació  en los Ángeles, California, en el seno de una familia judía. Sus padres eran artistas, su madre pintora y su padre violinista. Estudió en una escuela de Música y Artes. En 1961 se mudó a Pittsburgh para estudiar literatura y teatro. Se graduó con el título de bachiller en teatro en 1966.
Trabajó en la Universal Studios, como escritor y luego como editor de historia. Trabajó para las series Ironside, Columbo, McMillan y esposa, Griff, Delvecchio, y The Invisible Man. 
Su mayor éxito fue en la cadena NBC con el drama Hill Street Blues. Estuvo emitiéndose desde 1981 hasta 1987 y Bochco apareció en los créditos como cocreador, además de escribir y producir la serie. 
Bochco estuvo en el desarrollo, proceso de creación y fue designado productor ejecutivo de la serie L.A. Law (1986-1994), la cual fue retransmitida por primera vez en la cadena NBC. Tenía un contrato muy lucrativo con la cadena ABC, donde estrenó en 1987 la serie Doogie Howser, M. D. (1989-1993).
Tras este éxito, participó en NYPD Blue (1993) con David Milch. Además, presentó el proyecto de Murder One (1995-1997), Brooklyn South (1997) y City of Angels (2000).
Falleció el 1 de abril de 2018 a causa de una leucemia.